# Vendetta (película)
Vendetta es una película de 1999 producida por HBO basada en hechos reales sucedidos en Nueva Orleans, Estados Unidos, el 14 de marzo de 1891. Dieciocho inmigrantes italianos fueron falsamente acusados del asesinato de un jefe de policía. Después de ser declarados inocentes por el jurado, once de ellos fueron fusilados y colgados en lo que fue uno de los linchamientos más grandes en la historia de Estados Unidos.
La película fue mencionada por el Italic Institute of America como uno de los pocos ejemplos en el cine estadounidense donde los italianos no son representados de modo negativo.

## Reparto
- Alessandro Colla - Gaspare Marchesi
- Christopher Walken - James Houston
- Luke Askew - William Parkerson
- Clancy Brown - Chief Hennessy
- Andrew Connolly - Sheriff Bill Villere
- Bruce Davison - Thomas Semmes
- Joaquim de Almeida - Joseph Macheca
- Andrea Di Stefano - Vincent Provenzano
- Edward Herrmann - D.A. Luzenberg
- Richard Libertini - Giovanni Provenzano